# Simoneura
Simoneura é um gênero de traça pertencente à família Agonoxenidae.